# Beyaz Show
 (janvier 2019).
Si vous disposez d'ouvrages ou d'articles de référence ou si vous connaissez des sites web de qualité traitant du thème abordé ici, merci de compléter l'article en donnant les références utiles à sa vérifiabilité et en les liant à la section « Notes et références ».

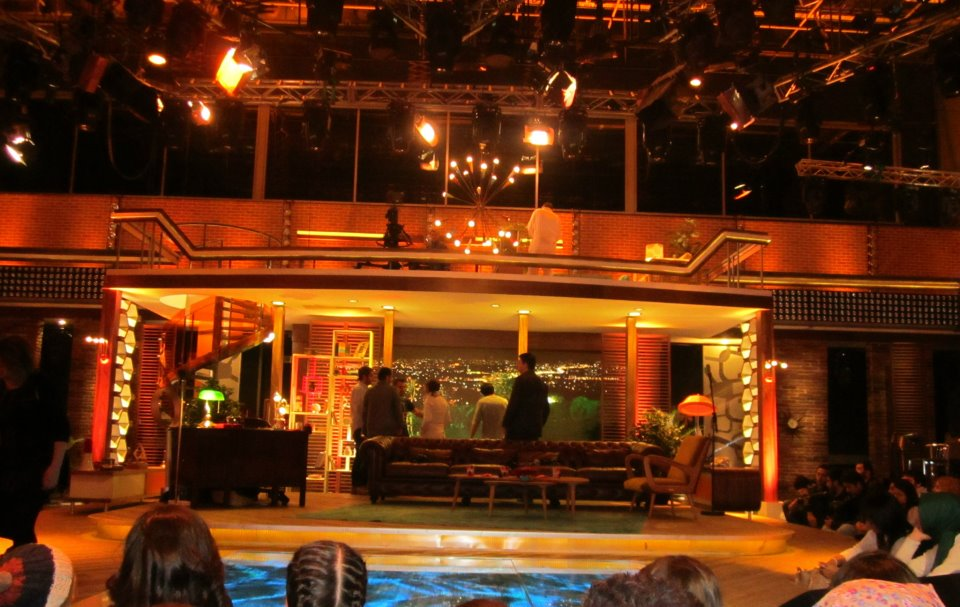
Photographie du tournage du Beyaz Show en 2013

Beyaz Show est un talk show turc présentée en direct par Beyazıt Öztürk diffusée sur Kanal D depuis le 9 décembre 1997.

## Diffusion
(janvier 2019).
L'émission est diffusée la première fois, le 9 décembre 1997[citation nécessaire] sur Kanal D.